# デジアニメ・コーポレイション
デジアニメ・コーポレイション (株式会社デジアニメ 英: digi ANIME Corporation.) は、東京都北区東田端に所在する、主にWindows用コンピュータゲームの開発・製造・販売を主業務とするパッケージソフトメーカーである。

## 概要
2000年に設立された。『プレゼントプレイ』でゲーム業界デビューした。
株式会社アーベルと友好関係にありアーベル・グループを構成している。自身で開発・発売したタイトルは、株式会社アーベルによってコンシューマゲームへ移植されている。
代表取締役が一般社団法人コンピュータソフトウェア倫理機構の理事を務めていた。近時組織変更により、株式会社デジアニメとなった模様。

## 作品一覧

### ゲームソフト
digi Anime（デジアニメ）
- 1999年6月24日 - プレゼントプレイ（Windows）
  - 1999年12月10日 - プレゼントプレイ ステージプロパティーズ 〜さくら街はオモチャ箱〜（Windows：ファンディスク）

- 2000年4月21日 - 不確定世界の探偵紳士（Windows）
  - 2001年8月3日 - 不確定世界の探偵紳士 Hardcore!（Windows）

- 2000年8月18日 - 特命課長 慰中陰銀三郎（Windows）
- 2001年1月26日 - Card of Destiny（Windows）
- 2002年1月25日 - EXOR 〜マリアのゆりかご〜（Windows）
- 2002年5月31日 - 仄かに視える絶望のmemento Remember that I love you.（Windows：開発フライングシャイン）
- 2002年10月4日 - エンジェルブレイド（Windows）
- 2003年3月28日 - ふしぎ電車（Windows）
- 2003年8月29日 - 雨 〜The Rain〜（Windows）

AbelSOFTWARE
- 2002年12月5日 - エクソダスギルティー・オルタナティブ（Windows）
- 2003年5月29日 - 不確定世界の探偵紳士Virginal Vol.1 ゴースト殺人事件（DVD-PG）
- 2003年6月26日 - 不確定世界の探偵紳士Virginal Vol.2 アウトフィットへ潜入せよ（DVD-PG）
- 2003年11月27日 - エクソダスギルティー・バージナル Vol.1 現代編（DVD-PG）
- 2003年11月27日 - エクソダスギルティー・バージナル Vol.2 過去編（DVD-PG）
- 2003年12月11日 - エクソダスギルティー・バージナル Vol.3 未来完結編（DVD-PG）
- 2004年1月23日 -  カード・オブ・デスティニーオルタナティブ（Windows）
- 2004年5月28日 - 不確定世界の探偵紳士 Rebirth!（Windows）
- 2004年5月28日 - ミステリート 〜不可逆世界の探偵紳士〜（Windows）
- 2004年12月24日 - 十次元立方体サイファー 〜蒼き月の水底〜（Windows）
- 2009年1月23日 - ミステリート 〜アナザーサイド オブ チャーチ〜（Windows）
- 2009年3月27日 - 不確定世界の探偵紳士 Origin!（Windows）
- 2009年7月31日 - MQ 〜時空の覇者〜（Windows）
- 2010年2月26日 - 恋刀乱麻 〜わたしが、アナタを、守るからっ!!!〜（Windows）
- 2010年6月25日 - デュアル・エム -空の記憶-（Windows）
- 2010年9月30日 - 萌恋維新! 〜アタシら、じぇいけー、新閃組!〜（Windows）
- 2010年12月24日 - まるめる 〜ソウシンシャは@未来〜（Windows）
- 2011年8月26日 - ゾンビの同級生はプリンセス -不死人ディテクティブ-（Windows）
- 2015年1月30日 - 不条理世界の探偵令嬢 ～秘密のティータイムは花園で～（Windows）
- 発売日未定 - ミステリートF 探偵たちのカーテンコール（Xbox One）

Cain（カイン）
- 2003年7月31日 - 特命課長 〜其の壱 人妻巨乳奴隷編〜（DVD-PG）
  - 2003年8月28日 - 特命課長 〜其の弐 アイドル調教編〜（DVD-PG）

- 2003年9月25日 - 学園監獄 〜エピソード1汚された制服〜（DVD-PG）
  - 2003年10月30日 - 学園監獄 〜エピソード2陵辱の放課後〜（DVD-PG）

- 2004年2月26日 - プレゼントプレイ 〜第一幕 国電パンチ他〜（DVD-PG）
  - 2004年4月22日 - プレゼントプレイ 〜第二幕 JULIA他〜（DVD-PG）
  - 2004年5月27日 - プレゼントプレイ 〜第三幕 メイド服レズ調教他〜（DVD-PG）
  - 2004年8月26日 - プレゼントプレイ 〜最終幕 視姦コスプレアイドル〜（DVD-PG）

- 2004年9月30日 - 淫調教の館 〜上巻 エロリスト三姉妹爆撃〜（DVD-PG）
  - 2004年9月30日 - 淫調教の館 〜下巻 三姉妹奴隷化計画〜（DVD-PG）

- 2004年10月28日 - 究極相姦 〜欲望と情熱のあいだ〜 Vol.1 誘う姉（DVD-PG）
  - 2004年10月28日 - 究極相姦 〜欲望と情熱のあいだ〜 Vol.2 背徳の姉（DVD-PG）
  - 2004年10月28日 - 究極相姦 〜欲望と情熱のあいだ〜 Vol.3 完結 墜ちた姉（DVD-PG）

- 2006年10月26日 - 学園天獄 〜魔乳乱獲 上巻 巨乳爆撃編〜（DVD-PG）
  - 2006年10月26日 - 学園天獄 〜魔乳乱獲 下巻 巨乳迎撃編〜（DVD-PG）

- 2008年4月24日 - 学園ミニスカ戦記 〜破られた制服〜（DVD-PG）
  - 2008年9月5日 - 学園ミニスカ戦記 〜濡れた軍服〜（DVD-PG）

Red Label
- 2003年9月26日 - タナトスの恋 〜淫姉弟相姦〜（Windows）
- 2006年1月27日 - まほ☆がく 〜まほろば国際防衛大学付属学園〜（Windows：DL版有）
- 2006年4月7日 - 学園天獄 巨乳でイキまくり（Windows）
- 2007年5月25日 - チアもえ 〜わたし応艶してるからっ〜（Windows：DL版有）
- 2007年12月21日 - 淫DAYS（Windows：DL版有）
- 2009年1月30日 - チアもえ×まほ☆がく 〜極艶ツインパック〜（Windows）
- 2010年7月23日 - 王国強制・性辱王女（Windows：DL版有）
- 2011年4月15日 - JK交姦 〜そこのアナタ、娘の処女を貰ってください〜（Windows：DL版有）
- 2011年12月16日 - JK痴漢電車 〜通学中の処女、さわりませんか？〜（Windows：DL版有）
- 2012年7月13日 - JK家政婦はミタ肛門（Windows：DL版有）
- 2012年9月21日 - 高慢JK会長中出し日記（Windows：DL版有）
- 2012年11月22日 - 肉壺JK（Windows：DL版有）
- 2013年12月30日 - JK辱処女 ～純粋な心の持ち主ほど処女を好むという法則～（Windows：DL版有）
- 2014年9月5日 - JK喪失リプレイ ～処女喪失を何度も味わえる男～（Windows：DL版有）

Red Rebel
- 2013年3月22日 - JK飼育（Windows：DL版有）
- 2013年5月24日 - JK恋愛小説家 〜アナタが教えるHな恋愛指南〜（Windows：DL版有）
- 2013年7月26日 - JK学園性春白書 ～仮面優等生「美雪」～（Windows：DL版有）
- 2013年9月27日 - JK双姦（Windows：DL版有）
- 2015年5月29日 - JK聖女淫罰 ～穢れし肢体への裁き～（Windows：DL版有）
- 2015年8月28日 - JK調教学淫 ～自ら堕ちる穢れた乙女～（Windows：DL版有）
- 2015年12月25日 - JK敏感処女 ～彼女は俺でしか感じない～（Windows：DL版有）

DisAbel
- 2005年5月27日 - 甘恋天使 〜すいーとすいーとえんじぇる〜（Windows）
- 2005年9月22日 - すくぅ〜る・らぶっ! 〜そよ風のハーモニー〜（Windows）
  - 2007年3月2日 - すくぅ〜る・らぶっ!2 〜恋するパフェちっく〜（Windows）
  - 2009年12月4日 - すくぅ〜る・らぶっ!3 〜未来へのアレグレット〜（Windows）

- 2006年7月28日 - ぷりサガ! 〜ボクの妃は×××〜（Windows）
  - 2008年5月2日 - ぷりサガ!X

- 2006年11月24日 - メイでぃ! 〜ご主人様は同級生〜（Windows）
- 2007年9月28日 - Simらぶっ 〜ひと夏の奇跡〜（Windows）
- 2008年6月27日 - 彷徨う魂に安らぎの刻を（Windows）
- 2009年3月27日 - すくぅ〜るふぁいぶ 〜五つの秘密の物語〜（Windows）
- 2011年1月28日 - オタカノ -こんなに可愛い彼女がオタクなわけがない-（Windows）
- 2011年11月25日 - 魔法少女と恋+（Windows）

Alo-pierce
- 2015年9月25日 - 触姦淫獄 ～囚われたおとり捜査官リル～（Windows）

### 書籍
- 『プレゼントプレイ』ワニブックス、2000年1月。ISBN 978-4847033391
- 『プレゼントプレイ華劇回顧録』毎日コミュニケーションズ、1999年11月。ISBN 978-4839902636